# Nordsjöväldet
Nordsjöväldet bestod av flera kungadömen runt Nordsjön. Knut den store regerade över England, Danmark, Norge och möjligen Västergötland. Väldet började år 1016 då Knut kröntes till kung av England och upphörde då hans son Hardeknut dog 1042.

## Förhistoria
Under senare delen av 900-talet hade tre nordiska kungariken bildats. I Danmark regerade Sven Tveskägg sedan 986, Olof Skötkonung i Sverige från 955 och Olav Tryggvason från 995 i Norge. Den norske kungen dödades den 9 september 1000 vid sjöslaget vid Svolder. Därefter regerade Tveskägg över Norge inklusive Ranrike (Större delen av Bohuslän) genom jarlerna och bröderna Erik och Sven Håkonsson. Tveskägg genomförde därefter en serie krigståg på andra sidan Nordsjön. Östra England blev en lydstat under Danmark och tvingades betala tribut, så kallad danagäld. År 1002 försökte Englands kung köpa sig fri utan att lyckas. Ethelred II blev så villrådig att han beordrade etnisk rensning av alla norrmän och danskar. Bland annat mördades Gunhild Haraldsdatter, syster till Sven Tveskägg.

## Nordsjöväldet
Efter flera krigståg ställde Sven Tveskägg krav på den engelska tronen. År 1013 deltog Sven Tveskäggs son Knut och de erövrade landskapet kring floden Trent. Kung Ethelred II flydde till Normandie och Sven Tveskägg utropade sig till kung.

### England

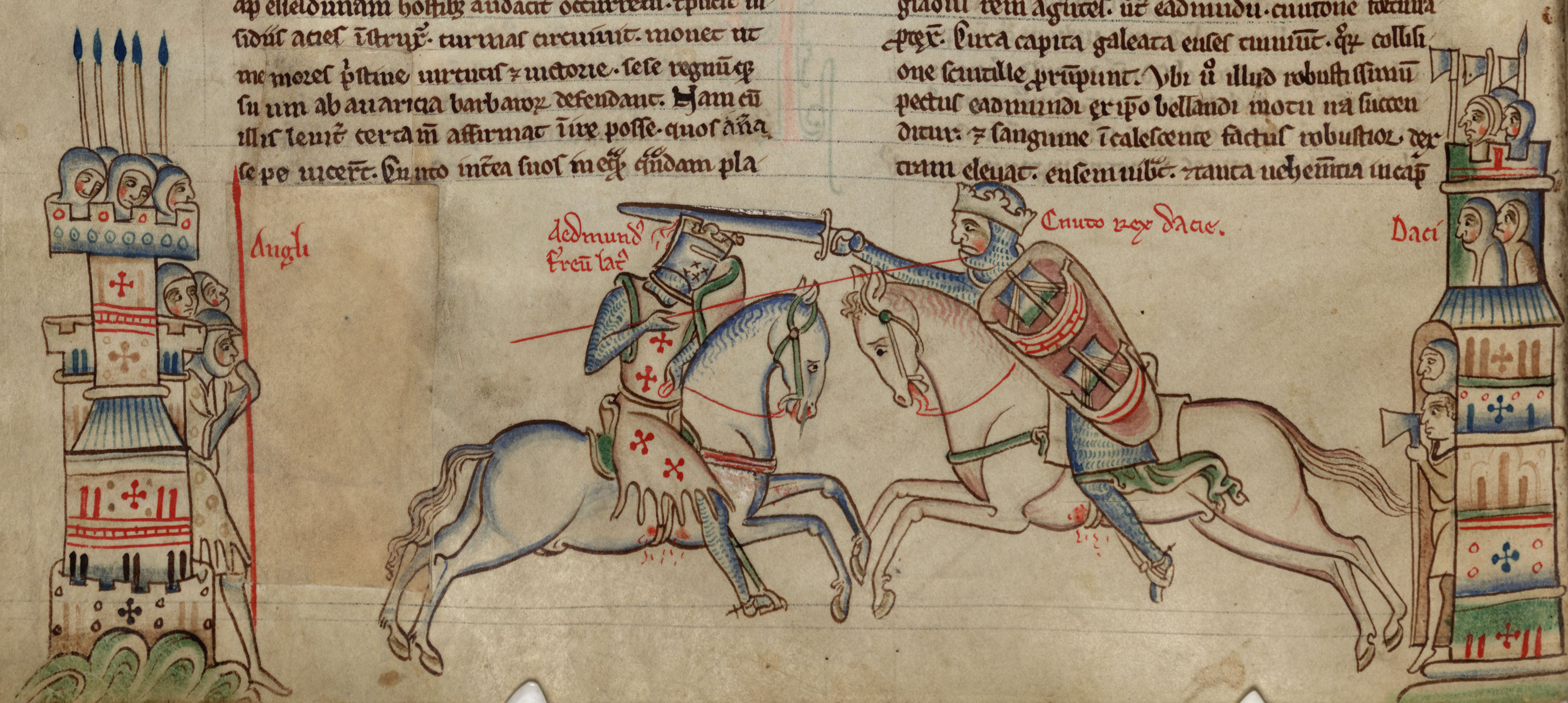
Slaget vid Assandun: Edmund Järnsida (till vänster) och Knut den Store.

Tveskägg dog i februari 1014 och Knut den store blev kung över landskapet vid floden Trent.  Hans yngre bror Harald övertog kungatronen i Danmark. De två bröderna utrustade en stor vikingaflotta och Kung Knut for tillbaka till England. Men nu var hans allierade i Lindsey inte beredda att kriga eller ställa upp med ryttare och hästar. Ethelred hade återkommit till England med en stark armé och slog tillbaka vikingarna. Knut seglade hem till Danmark och utrustade en ny invasionsstyrka. År 1016 genomfördes en misslyckad belägring av London. Ethelred blev sjuk, dog och efterträddes av sin son Edmund Järnsida. Den 18 oktober stod slaget vid Assandun  och danskarna besegrade Edmunds anglosaxiska armé. I slutet av året blev Knut krönt till Kung av England. Sommaren 1017 befäste han sin ställning genom att gifta sig med Ethelreds änka, Emma av Normandie.

### Danmark

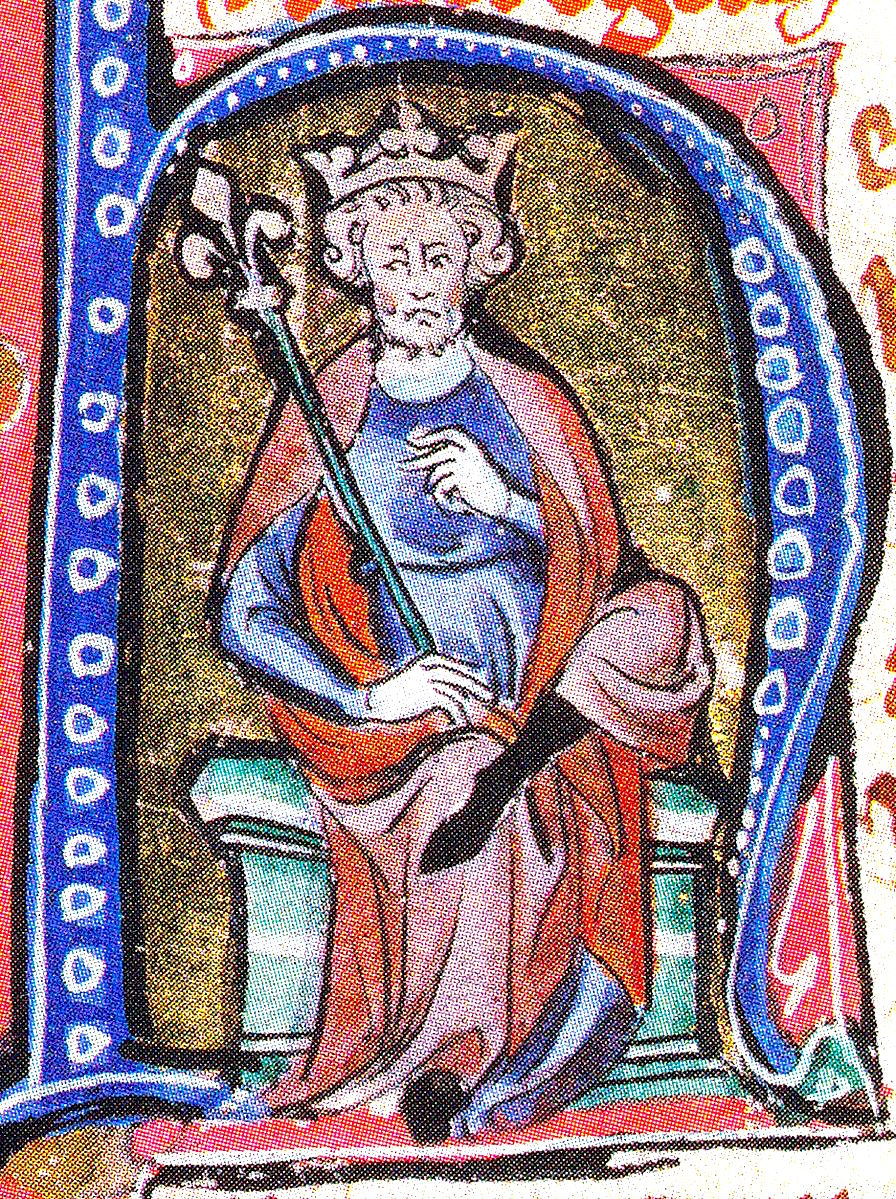
Knut den store

Kung Harald dog 1018 barnlös och Knut ärvde den danska tronen. 1019 reste han till Danmark för att försäkra sig om sitt rike. Men han måste också hålla sina undersåtar i England lugna och skrev i ett brev att han avvärjde en oväntad fara. De närmaste åren pendlade han mellan England och Danmark. Alliansen mellan England och Danmark oroade kungarna Olav Haraldsson i Norge och Anund Jakob i Sverige. 1025 anföll de Danmark medan Knut var i England. Året därpå stod Slaget vid Helgeå. De norska och svenska styrkorna dämde upp ån och bröt fördämningen när Knuts stora flotta ankrade vid åmynningen. Trots att många krigare drunknade och skepp förstördes kunde de danska styrkorna besegra Anund Jakob och Olav Haraldssons härar.
År 1027 gjorde Knut den store en pilgrimsresa till Rom. Både i Danmark och i England har Knut gått till historien som en god och skicklig härskare.

### Norge
Olof Haraldsson var i unga år en framgångsrik viking och deltog i stridigheter i England där London Bridge förstördes. 
Det norska kungariket växte fram från 1015 då Olav Haraldsson förenade Ranrike, Viken, Vestlandet, Tröndelag och Hålogaland. Han grundar huvudstaden Borg i Østfold.
År 1020 krävde Knut den store att Norge skulle bli en lydstat, vilket Olav Haraldsson avvisade. Detta ledde fram till Slaget vid Helge å och Haraldsson förlorade sitt anseende hos de norska stormännen. Knut mutade dessa och fick med sig den norske Jarlen Håkon Eriksson. År 1028 seglade 50 danska skepp till Tröndelag för att tvinga Norge till underkastelse.  Olof flydde till Sverige och vidare till Novgorod. Vid Alltinget i Nidaros, dagens Trondheim, valdes Knut till Kung av Norge.
År 1030 drunknade Eriksson och Olof såg en chans att återta sin krona. Men han stupade vid Slaget vid Stiklestad norr om Nidaros.

### Västergötland
Olof Skötkonung var kung av Sverige från cirka 995. Han deltog vid slaget vid Svolder på samma sida som Sven Tveskägg mot den norske kungen Olav Tryggvasson. Efter segern delades Norge och Bohuslän och södra Tröndelag överfördes till Sverige och Olof Skötkonung regerade över större delen av Svealand och Götaland. Efter kungens dop år 1008 i Husaby källa i Västergötland övergick Sverige till kristendomen.
År 1022 dog Olof Skötkonung och efterträddes av Anund Jakob. Efter slaget vid Helge å gjorde Knut den store anspråk på Västergötland och Blekinge.
Knut den store regerade därefter över England, Danmark, Norge och svenska Västergötland.  

### Lydstater och allianser
År 1022 seglade Knut den store med Godwin och Ulf Jarl österut i Östersjön för att befästa lydstaterna Jomsborg och Vender
Efter sin pilgrimsfärd till Rom, utrustade han en armé i England och angrep Skottland. Malkolm II av Skottland blev vasall under England, liksom även kungarna av Irland och Isle of Man.

#### Allierade länder
Polen blev allierad eftersom Knuts mor, Sigrid Storråda, kan ha varit samma person som Swiatoslawa av Polen. Normandie var allierad genom Knuts andra hustru Emma.